# دهستان باغلی ماراما
باغلی ماراما، دهستانی است از توابع بخش مرکزی شهرستان گنبد کاووس در استان گلستان ایران.

## جمعیت
براساس سرشماری سال ۱۳۸۵ جمعیت این دهستان ۳۳٬۱۴۸ نفر (۷٬۱۷۹ خانوار) بوده است.